# Bistrica, Bosnien och Hercegovina
Bistrica är en ort i Bosnien och Hercegovina.   Den ligger i entiteten Federationen Bosnien och Hercegovina, i den centrala delen av landet, 100 kilometer nordväst om huvudstaden Sarajevo. Bistrica ligger 655 meter över havet och antalet invånare är 1 016.
Terrängen runt Bistrica är huvudsakligen kuperad, men söderut är den bergig. Närmaste större samhälle är Divičani, 2,0 kilometer sydväst om Bistrica. 
Omgivningarna runt Bistrica är en mosaik av jordbruksmark och naturlig växtlighet. Runt Bistrica är det ganska tätbefolkat, med 93 invånare per kvadratkilometer.